# Хуан Пабло Гонсалес (борець)
Хуан Пабло Гонсалес Креспо (ісп. Juan Pablo González Crespo; нар. 21 січня 1992) — іспанський борець вільного стилю, дворазовий чемпіон Середземноморських чемпіонатів.

## Життєпис
Боротьбою почав займатися з 2002 року.
Виступав за борцівський клуб «Санта-Ріта». Тренери — Вісенте Касерес, Франсіско Барсія.

## Спортивні результати на міжнародних змаганнях

### Виступи на Чемпіонатах світу
| Змагання                        | Збірна  | Вагова категорія          | Місце |
| ------------------------------- | ------- | ------------------------- | ----- |
| Чемпіонат світу з боротьби 2015 | Іспанія | вільна боротьба, до 57 кг | 24    |
| Чемпіонат світу з боротьби 2018 | Іспанія | вільна боротьба, до 65 кг | 30    |
| Чемпіонат світу з боротьби 2019 | Іспанія | вільна боротьба, до 65 кг | 32    |

### Виступи на Чемпіонатах Європи
| Змагання                         | Збірна  | Вагова категорія          | Місце |
| -------------------------------- | ------- | ------------------------- | ----- |
| Чемпіонат Європи з боротьби 2013 | Іспанія | вільна боротьба, до 55 кг | 12    |
| Чемпіонат Європи з боротьби 2018 | Іспанія | вільна боротьба, до 65 кг | 7     |
| Чемпіонат Європи з боротьби 2019 | Іспанія | вільна боротьба, до 65 кг | 18    |
| Чемпіонат Європи з боротьби 2020 | Іспанія | вільна боротьба, до 65 кг | 15    |

### Виступи на Кубках світу
| Змагання                    | Збірна  | Вагова категорія          | Місце |
| --------------------------- | ------- | ------------------------- | ----- |
| Кубок світу з боротьби 2020 | Іспанія | вільна боротьба, до 65 кг | 14    |

### Виступи на Середземноморських чемпіонатах
| Змагання                                     | Збірна  | Вагова категорія          | Місце  |
| -------------------------------------------- | ------- | ------------------------- | ------ |
| Середземноморський чемпіонат з боротьби 2015 | Іспанія | вільна боротьба, до 57 кг | Золото |
| Середземноморський чемпіонат з боротьби 2016 | Іспанія | вільна боротьба, до 61 кг | Золото |

### Виступи на Середземноморських іграх
| Змагання                    | Збірна  | Вагова категорія          | Місце |
| --------------------------- | ------- | ------------------------- | ----- |
| Середземноморські ігри 2013 | Іспанія | вільна боротьба, до 55 кг | 5     |
| Середземноморські ігри 2018 | Іспанія | вільна боротьба, до 65 кг | 5     |
| Середземноморські ігри 2022 | Іспанія | вільна боротьба, до 65 кг | 9     |

### Виступи на інших змаганнях
| Змагання                                                       | Збірна  | Вагова категорія          | Місце  |
| -------------------------------------------------------------- | ------- | ------------------------- | ------ |
| Гран-прі Іспанії з боротьби 2013                               | Іспанія | вільна боротьба, до 55 кг | Бронза |
| Меморіал Вацлава Циолковського 2013                            | Іспанія | вільна боротьба, до 55 кг | 16     |
| Гран-прі Іспанії з боротьби 2014                               | Іспанія | вільна боротьба, до 57 кг | Бронза |
| Меморіал Вацлава Циолковського 2014                            | Іспанія | вільна боротьба, до 57 кг | 13     |
| Henri Deglane Challenge 2014                                   | Іспанія | вільна боротьба, до 57 кг | 9      |
| Кубок Гранми з боротьби 2015                                   | Іспанія | вільна боротьба, до 57 кг | Бронза |
| Гран-прі Іспанії з боротьби 2015                               | Іспанія | вільна боротьба, до 57 кг | 5      |
| Меморіал Вацлава Циолковського 2015                            | Іспанія | вільна боротьба, до 57 кг | 5      |
| Henri Deglane Challenge 2015                                   | Іспанія | вільна боротьба, до 57 кг | Срібло |
| Гран-прі Парижа з боротьби 2016                                | Іспанія | вільна боротьба, до 57 кг | 11     |
| Cerro Pelado International 2017                                | Іспанія | вільна боротьба, до 57 кг | 5      |
| Турнір Дана Колова — Николи Петрова 2017                       | Іспанія | вільна боротьба, до 57 кг | 13     |
| Турнір міста Сассарі з боротьби 2017                           | Іспанія | вільна боротьба, до 61 кг | Бронза |
| Гран-прі Іспанії з боротьби 2017                               | Іспанія | вільна боротьба, до 61 кг | Срібло |
| Турнір Дана Колова — Николи Петрова 2018                       | Іспанія | вільна боротьба, до 65 кг | 11     |
| Турнір міста Сассарі з боротьби 2018                           | Іспанія | вільна боротьба, до 65 кг | Золото |
| Гран-прі Іспанії з боротьби 2018                               | Іспанія | вільна боротьба, до 65 кг | Срібло |
| Гран-прі Іспанії з боротьби 2019                               | Іспанія | вільна боротьба, до 65 кг | 10     |
| Меморіал Вацлава Циолковського 2019                            | Іспанія | вільна боротьба, до 65 кг | 15     |
| Меморіал Вацлава Циолковського 2020                            | Іспанія | вільна боротьба, до 65 кг | 5      |
| Київський Міжнародний турнір з боротьби 2021                   | Іспанія | вільна боротьба, до 65 кг | 31     |
| Олімпійський кваліфікаційний турнір з боротьби 2020 (Будапешт) | Іспанія | вільна боротьба, до 65 кг | 18     |
| Олімпійський кваліфікаційний турнір з боротьби 2020 (Софія)    | Іспанія | вільна боротьба, до 65 кг | 9      |

### Виступи на змаганнях молодших вікових груп
| Змагання                                      | Збірна  | Вагова категорія          | Місце |
| --------------------------------------------- | ------- | ------------------------- | ----- |
| Чемпіонат Європи з боротьби серед молоді 2015 | Іспанія | вільна боротьба, до 57 кг | 5     |